# Las 100 canciones que cambiaron el mundo según Q Magazine
Las 100 canciones que cambiaron el mundo es una lista de canciones del género rock y pop que publicó Q Magazine, una de las revista británica más leídas de ese momento, como edición especial en enero del 2003. En el primer puesto de la lista se postula Elvis Presley con la canción grabada en la Sun Records That's all right. En segundo lugar aparecen The Beatles con el clásico I want to hold your hand seguidos por Sex Pistols con God save the queen en tercer lugar. 

## La lista completa

### Los primeros 10 puestos
| Puesto |  | Artista         | País           | Canción                     |
| ------ |  | --------------- | -------------- | --------------------------- |
| 1      |  | Elvis Presley   | Estados Unidos | That's All Right            |
| 2      |  | The Beatles     | Reino Unido    | I want to hold your hand    |
| 3      |  | Sex Pistols     | Reino Unido    | God save the queen          |
| 4      |  | Sugerhill Gang  | Estados Unidos | Rappers Delight             |
| 5      |  | Nirvana         | Estados Unidos | Smells Like Teen Sprit      |
| 6      |  | Billie Holliday | Estados Unidos | Strange Fruit               |
| 7      |  | Bob Dylan       | Estados Unidos | Like A Rolling Stone        |
| 8      |  | Run DMC         | Estados Unidos | Walk This Way               |
| 9      |  | New Order       | Reino Unido    | Blue Monday                 |
| 10     |  | Band Aid        | Japón          | Do They Know It’s Christmas |

### El resto de la lista
11. The Beach Boys – Good Vibrations
12. Bill Haley – Rock Around The Clock
13. The Beatles – Helter Skelter 
14. Grandmaster Flash & The Furious 5 – The Message 
15. The Kinks – You Really Got Me 
16. Kraftwerk – Autobahn 
17. The Bee Gees – Stayin’ Alive
18. The Tornados – Telstar 
19. David Bowie – Starman
20. Aretha Franklin – Think 
21. Plastic Ono Band – Gibe Peace A Chance 
22. Afrika Bambaataa – Planet Rock 
23. Spice Girls – Wannabe 
24. Frankie Goes To Hollywood – Relax 
25. Nwa – Fuck Tha Police 
26. The Beatles – Tomorrow Never Knows
27. Lonnie Donegan – Rock Island Line 
28. The Who – My Gereration
29. The Rolling Stones – (I Can’t Get No) Satisfaction 
30. Madonna – Like A Virgin
31. John Lennon – Imagine
32. Queen – Bohemian Rhapsody
33. The Crystals – He’s A Rebel 
34. Otis Redding – (Sittin’ On) The Dock Of They Bay 
35. Barrett Strong – Money (That’s What I Want) 
36. Donna Summer – I Feel Love 
37. Eminem – My Name Is 
38. Deep Purple – Smoke On The Water
39. Marvin Gaye – What’s Going On
40. 2 Live Crew – Me So Horny 
41. Chuck Berry – Maybellene
42. Bob Marley – No Woman No Cry
43. The Crickets – That’ll Be The Day
44. The Jam – Going Underground 
45. Mc5 – Kick Out The Jams 
46. Muddy Waters – I Can’t Be Satisfied 
47. Led Zeppelin – Stairway To Heaven
48. Strings Of Life – Rhythin Is Life 
49. M|A|R|R|S – Pump Up The Volume 
50. Elton John – Candle In The Wind
51. The Byrds – Mr Tamborine Man
52. Public Enemy - Rebel Without A Pause 
53. Blondie – Heart Of Glass 
54. The Temptations – Cloud Nine 
55. Jefferson Airplane – White Rabbit 
56. Primal Scream – Loaded 
57. Les Paul – Lover 
58. Jimi Hendrix – Purple Haze
59. Michael Jackson – Thriller
60. Body Count – Cop Killer 
61. The Rolling Stones – Sympathy For The Devil 
62. The Velvet Underground – Heroin 
63. Gloria Gaynor – I Will Survive 
64. Jackie Brenston & His Delta Cats – Rocket 88 
65. James Brown – Say It Loud: I’m Black And I’m Proud 
66. Guns N’ Roses – Sweet Child O’ Mine 
67. Soul II Soul – Back To Life (However Do You Want Me) 
68. Prince – Sign ‘O’ The Times 
69. Milli Vanilli – Girl You Know It’s True 
70. The Special AKA – Nelson Mandella 
71. Pink Floyd – Interstellar Overdrive
72. Ray Charles – What’Di Say
73. Woodie Guthrie – This Land Is Your Land 
74. Tubeway Army – Are Friends Electric? 
75. Serge Gainsbourg & Jane Birkin – Jet’aim..Moinon Plus 
76. The Smiths – This Charming Man
77. Claude Francois – Commed’habitude 
78. Oasis – Live Forever 
79. Slade – Merry Christmas Everybody 
80. Culture Club – Do You Really Want To Hurt Me 
81. Metallica – Enter Sandman 
82. The Doors – The End 
83. The Incredible Bongo Band – Apache 
84. Laurie Anderson – O Superman 
85. Stardust – Music Sounds Better With You 
86. Abba – Waterloo
87. Lee Scratch Perry – People Funny Boy 
88. Korn – Blind 
89. The Stone Roses – Fools Gold 
90. The Monkees – Last Train To Clarksville 
91. Prodigy – Firestarter 
92. George Mccrae – Rock Your Baby 
93. Ramones – The Blitzkrieg Bop 
94. Black Sabbath – Black Sabbath
95. Dawn – Tie A Yellow Ribbon Round The Ole Oak Tree 
96. The La’s – There She Goes 
97. Link Wray & His Ray Men – Rumble 
98. Richard Harris – Macarther Park 
99. Radiohead – Creep 
100. Little Richard – Tutti Frutti